# ロンビオーロ
ロンビオーロ（イタリア語: Rombiolo）は、イタリア共和国カラブリア州ヴィボ・ヴァレンツィア県にある、人口約4,500人の基礎自治体（コムーネ）。

## 地理

### 位置・広がり

#### 隣接コムーネ
隣接するコムーネは以下の通り。
- フィランダーリ
- リンバーディ
- サン・カロージェロ
- スピーリンガ
- ズングリ

## 行政

### 分離集落
ロンビオーロには、以下の分離集落（フラツィオーネ）がある。
- Pernocari, Moladi, Presinaci, Garavati, Orsigliadi